# 시마카와 도시오
시마카와 도시오(일본어: 島川 俊郎, 1990년 5월 28일 ~ )는 일본의 축구 선수이다. 현재 J1리그의 사간 도스에서 뛰고 있다.

## 구단 경력
그는 2009년부터 J리그의 베갈타 센다이, 도쿄 베르디, 블라우블리츠 아키타, 레노파 야마구치 FC, 도치기 SC, 방포레 고후, 오이타 트리니타, 사간 도스에서 뛰었다.